# Baileys Harbor
Baileys Harbor est une ville américaine située dans le comté de Door au Wisconsin.